# Skoruszowy Kocioł

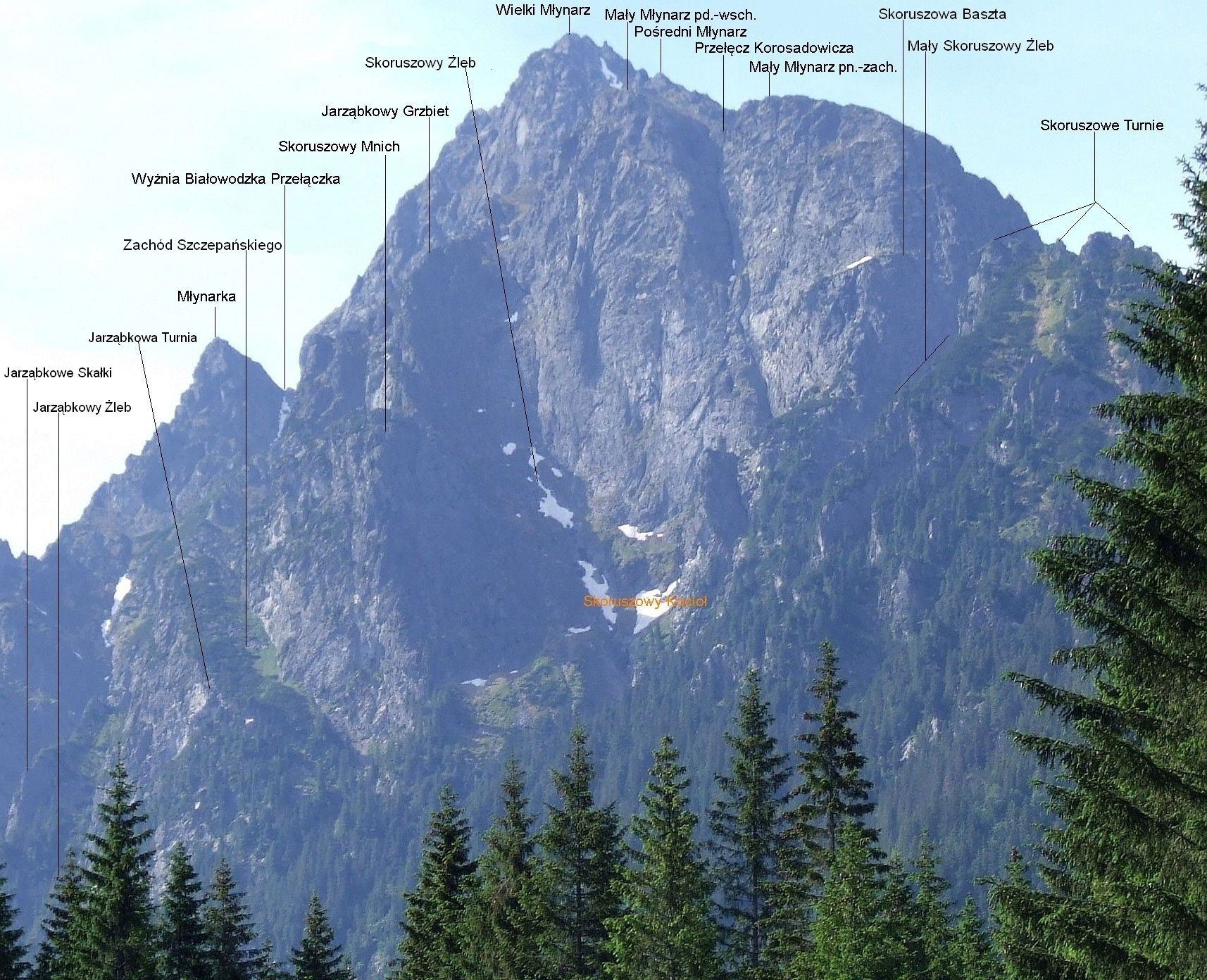

Skoruszowy Kocioł (słow. Skoruší kotol) – niewielki kocioł lodowcowy w masywie Młynarza w słowackich Tatrach Wysokich. Znajduje się w środkowej części Skoruszowego Żlebu pomiędzy podnóżami wschodniej i północno-wschodniej ściany Małego Młynarza i Jarząbkowym Gzbietem. Kocioł ma skaliste dno, a jego boczne ściany to średnio strome trawniki. Zazwyczaj przepływa przez niego woda. 
Autorem nazwy kotła jest Władysław Cywiński. Przez kocioł prowadzą drogi wspinaczkowe.